# Vriesea bleherae
Vriesea bleherae là một loài thuộc chi Vriesea. Đây là loài đặc hữu của Brasil.

## Hình ảnh

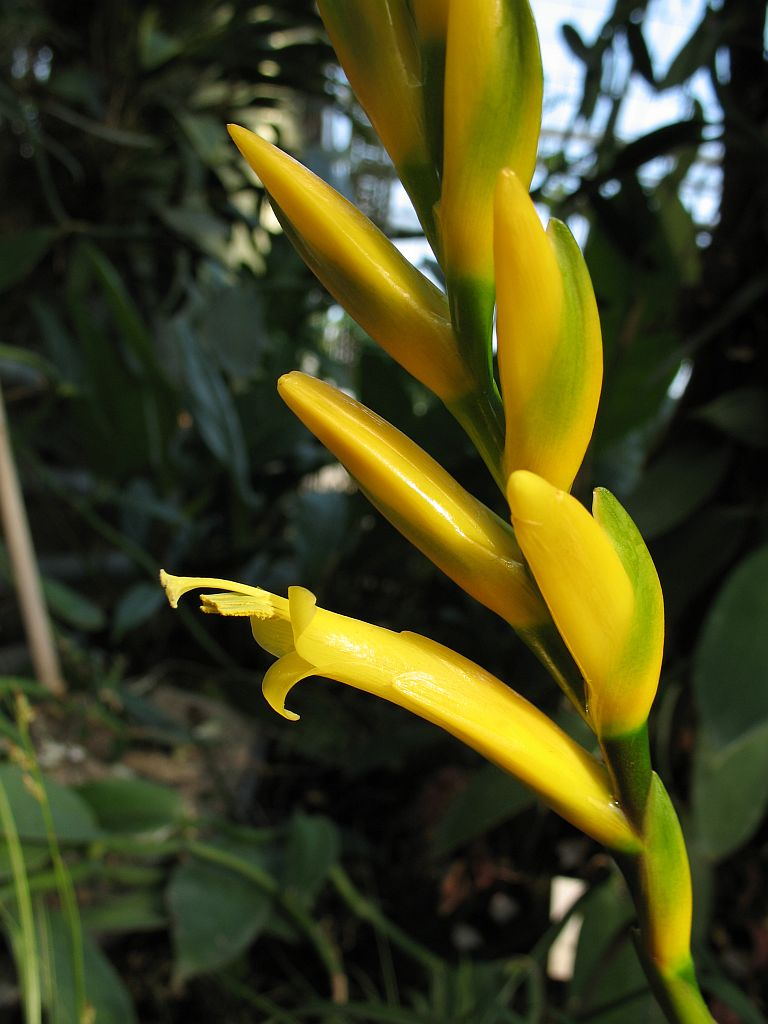
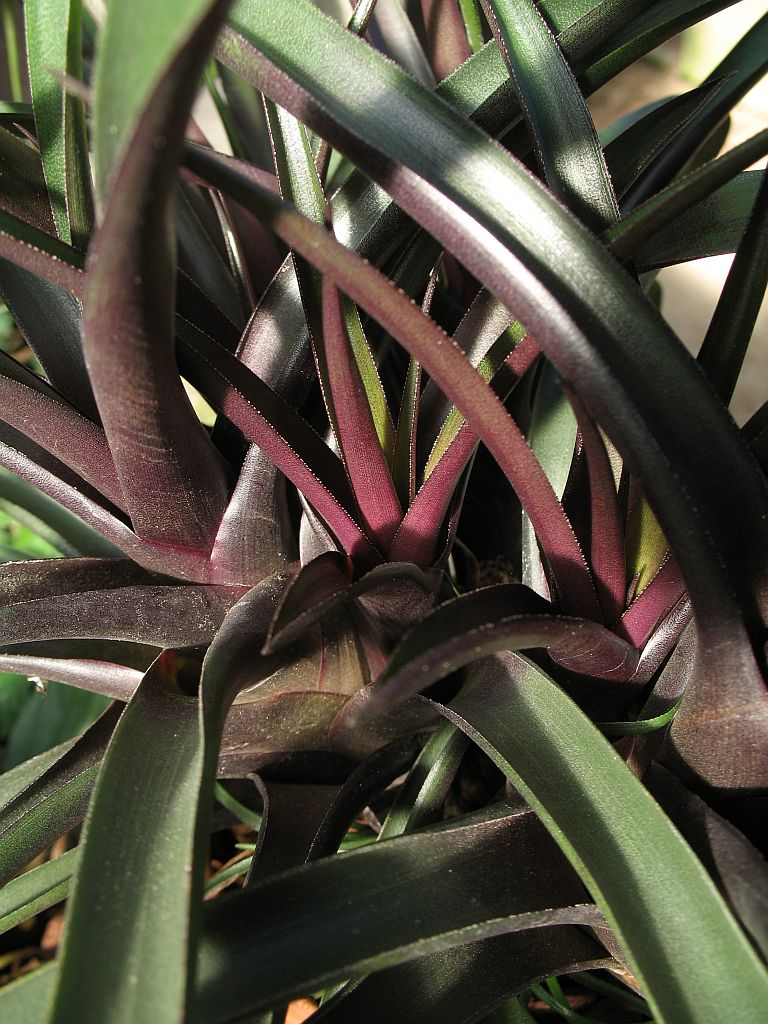
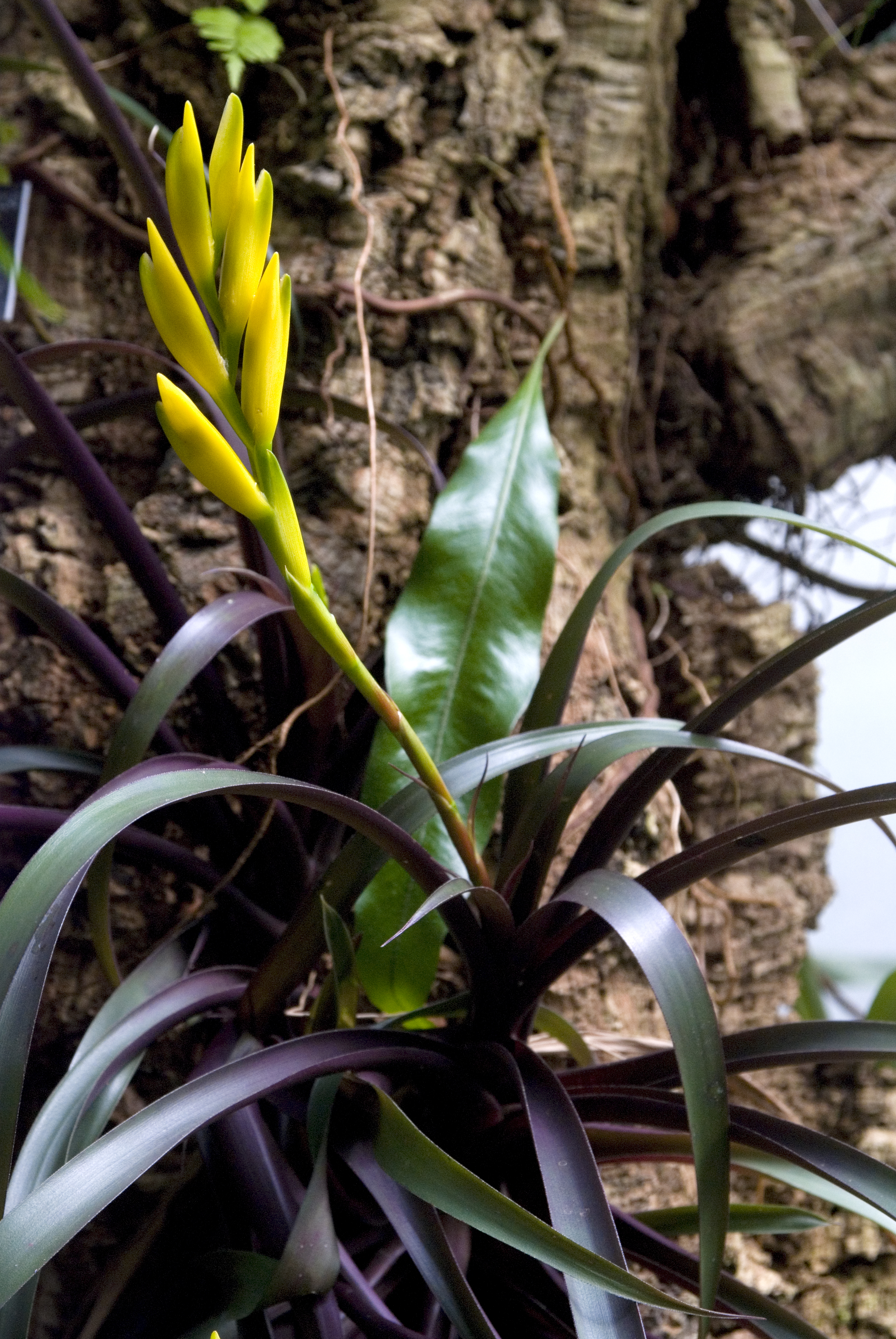

## Giống
- Vriesea 'Elvira'
- Vriesea 'Nissa'
- Vriesea 'Purple Delight'
- Vriesea 'Serenity Gold'
- Vriesea 'Serenity Orange'
- Vriesea 'Serenity Red'
- Vriesea 'Tropical Princess'